# Gregor McGregor
Gregor McGregor (ur. 18 października 1848 w Kilmun w Szkocji, zm. 13 sierpnia 1914 w Adelaide) – australijski polityk i działacz związkowy szkockiego pochodzenia. Trzykrotnie zasiadał w gabinetach federalnych, gdzie pełnił urząd wiceprzewodniczącego Federalnej Rady Wykonawczej. 

## Życiorys
Urodził się w zachodniej Szkocji. W młodości pracował w Glasgow jako stoczniowiec. Mając 29 lat, wyemigrował do Australii Południowej, gdzie trudnił się murarstwem i ogrodnictwem. Szybko zaangażował się w ruch związkowy, gdzie doszedł do szczebla lidera związku zawodowego pracowników budowlanych, a następnie przewodniczącego główniej południowoaustralijskiej centrali związkowej. Był jednym z członków założycieli struktur Partii Pracy (ALP) w tej kolonii. W latach 80. i 90. XIX systematycznie tracił wzrok, aż został osobą całkowicie niewidomą. 
Pomimo tej niepełnosprawności, w 1894 został członkiem Rady Ustawodawczej Australii Południowej, jako jeden z pierwszych labourzystów w całej Australii. Po powstaniu Związku Australijskiego, w 1901 przeniósł się na federalny szczebel polityki i objął mandat w Senacie. Nie był w stanie samodzielnie zapisywać swych parlamentarnych przemówień, dlatego dyktował je zwykle swojej teściowej, która następnie czytała mu je kilkakrotnie na głos, on zaś uczył się ich na pamięć. Trzykrotnie był członkiem gabinetów tworzonych przez ALP, za każdym razem zajmując głównie tytularne stanowisko wiceprzewodniczącego Federalnej Rady Wykonawczej. 
Był dwukrotnie żonaty, lecz nigdy nie dochował się własnego potomstwa. Wychowywał syna swej drugiej żony z poprzedniego małżeństwa. Zmarł w 1914 w swoim domu w Adelajdzie. Powodem były nie określone bliżej problemy kardiologiczne.